# Meruelo
Meruelo ist eine Gemeinde in der spanischen Autonomen Region Kantabrien. Sie grenzt im Norden an Bareyo und Arnuero, im Westen an Bareyo und Ribamontán al Mar, im Süden an Hazas de Cesto und im Osten an Arnuero und Escalante. Sie befindet sich in der historischen Comarca Trasmiera.

## Ortsteile
- Vierna oder San Bartolomé de Meruelo
- San Mamés de Meruelo
- San Miguel de Meruelo (Hauptstadt)

## Bevölkerungsentwicklung
| 1900 | 1910 | 1920 | 1930 | 1940 | 1950 | 1960 | 1970 | 1980 | 1990 | 2000 | 2010 | 2019 |
| ---- | ---- | ---- | ---- | ---- | ---- | ---- | ---- | ---- | ---- | ---- | ---- | ---- |
| 849  | 804  | 1001 | 1200 | 1426 | 1144 | 1174 | 1016 | 833  | 1055 | 1121 | 1709 | 2028 |